# 荒川村 (秋田県)
荒川村（あらかわむら）は秋田県仙北郡にあった村。現在の大仙市北西端、奥羽本線羽後境駅周辺、荒川沿岸にあたる。

## 地理
- 山：峰の山、畑山、石森山、米ヶ森、小牧森、大牧森、鍋倉山、明善森、奥山、椈森
- 河川：荒川

## 歴史
- 1889年（明治22年）4月1日 - 町村制の施行により、荒川村、稲沢村、境村、上淀川村の区域をもって発足。
- 1947年（昭和22年）8月12日 - 県内に昭和天皇の戦後巡幸。天皇の行幸が村内に及ぶことはなかったが、村内から村長であり製炭業者である稲葉孝之助が宿泊所（佐竹邸）に召し出され「秋田炭の生産」について奏上した[1]。
- 1955年（昭和30年）3月31日 - 峰吉川村・淀川村および河辺郡船岡村と合併して協和村が発足。同日荒川村廃止。
- 1969年（昭和44年）4月1日 - 協和村が町制施行して協和町となる。
- 2005年（平成17年）3月22日 - 協和町が大曲市・神岡町・西仙北町・中仙町・南外村・仙北町・太田町と合併して大仙市が発足。

## 交通

### 鉄道路線
- 日本国有鉄道
  - 奥羽本線
    - 羽後境駅

### 道路
- 国道13号

## 著名出身者
- 松田解子 (小説家)